# Okartowo
Okartowo (deutsch Eckersberg) ist ein Dorf in der Stadt- und Landgemeinde Orzysz (Arys) im Powiat Piski (Kreis Johannisburg) der polnischen Woiwodschaft Ermland-Masuren.

## Geographische Lage
Okartowo liegt in der Masurischen Seenplatte im historischen Ostpreußen am nordöstlichen Ufer des Spirdingsees (polnisch Jezioro Śniardwy) und am südlichen Ufer des Tirklosees (polnisch Jezioro Tyrklo) in der östlichen Woiwodschaft Ermland-Masuren. Vom Dorf aus ist die Insel Teufelswerder (polnisch Czarci Ostrów) in der Mitte des Spirdingsees sichtbar. Bis nach Königsberg (Preußen) (russisch Kaliningrad) sind es 130 Kilometer (Luftlionie) in nordwestlicher Richtung, etwa dreißig Kilometer in nördlicher Richtung bis zur Stadt Lötzen (polnisch Giżycko) und zwanzig Kilometer in südlicher Richtung bis zur Kreisstadt Johannisburg (Pisz).

## Geschichte

Eckersberg am nordöstlichen Ufer des Spirdingsees, südöstlich von Königsberg und südlich der Stadt Lötzen, auf einer Landkarte von 1908.

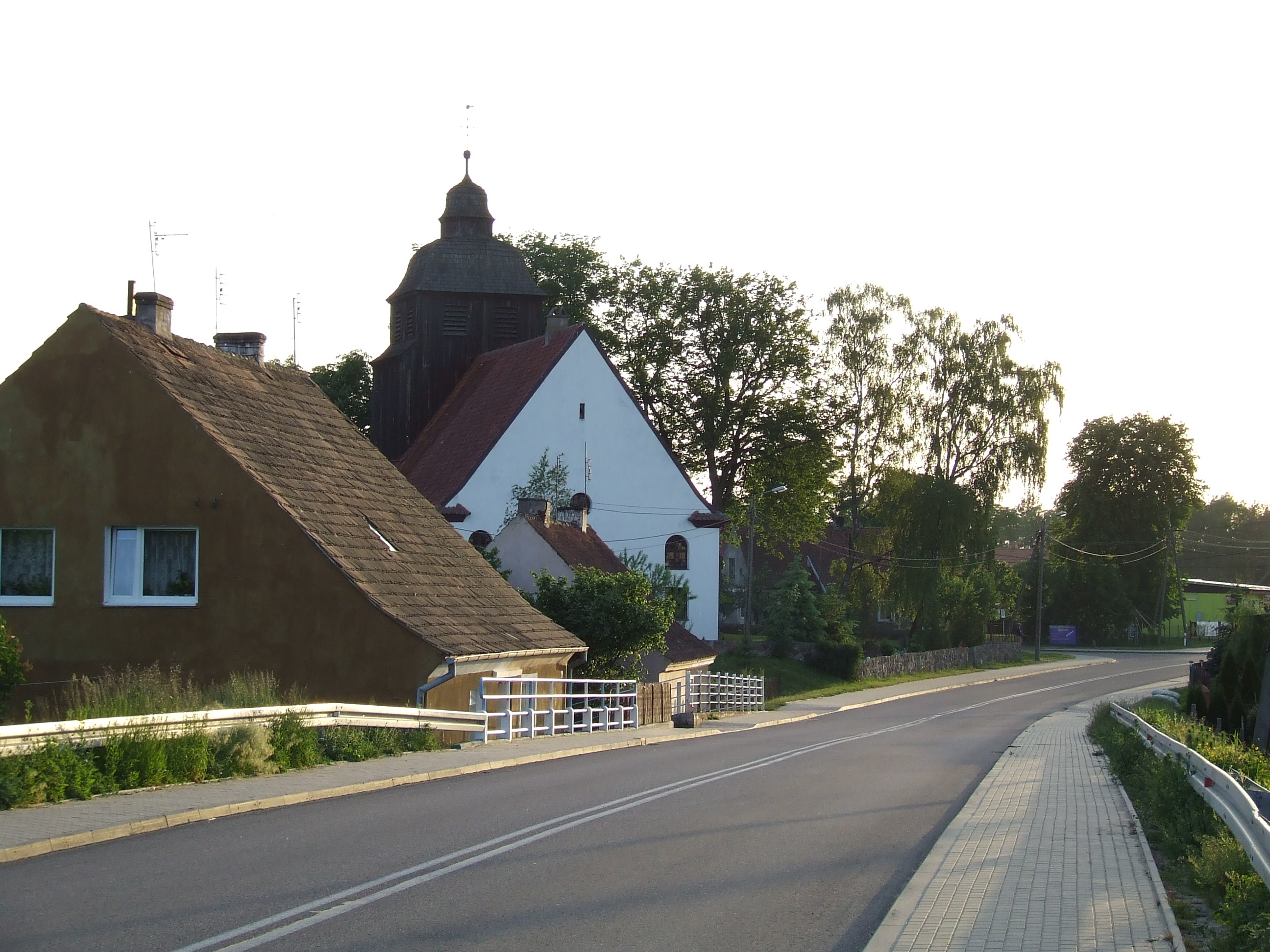
Dorfstraße in Okartowo

Etwa 1340–1345 ließ der Komtur des Deutschen Ordens der Niederlassung Balga die Eckersburg errichten. Die Burg wurde 1361 von dem litauischen Fürsten Kynstut zerstört, danach vom Orden wieder aufgebaut, 1378 jedoch erneut von Kynstut geschleift. Der Orden gab daraufhin das Pflegeamt Eckersburg auf und ließ die zugehörigen Ländereien von der Komturei Rhein aus verwalten. Im Jahr 1492 verschreibt der Komtur von Rhein, Rudolf von Diepolskirchen, dem Nikolaus Garnmeister das Land zu den Bedingungen des Kulmer Rechts.
Im Jahr 1503 unterstand das Kirchspiel des Kirchdorfs Eckerspurg dem ermländischen Fürstbischof Lucas Watzenrode.
Nach der Säkularisation 1525 wurde das Burggelände Staatsdomäne.
Im Jahr 1625 starb der Eckersberger evangelische Pfarrer Johann Gregorewitz (oder Gregorczewski, seit 1583 im Dienst) an der Pest. Im Jahr 1657 wurde das Dorf von Tataren überfallen. Im Zeitraum von 1709 bis 1711 wurden erneut Dorfbewohner Opfer der Pest. Während des Siebenjährigen Kriegs (1756–1763) wurde das Dorf durch Kriegshandlungen in Mitleidenschaft gezogen und von russischen Truppen besetzt.
Im Jahr 1724 war Eckersberg dem Kriegs- und Domänenamt Gumbinnen (russisch Gussew) unterstellt worden. Seit der neuen Kreiseinteilung 1752 gehörte Eckersberg mit dem Hauptamt Rhein zum Kreis Seehesten. Um 1782 gehörte Eckersberg zum Königlichen Domänenamt Arys, das zwei Vorwerke und 38 Dörfer mit insgesamt 651 Feuerstellen (Haushalten) umfasste.
Am 8. April 1874 wurde Eckersberg Amtsdorf und damit namensgebend für einen Amtsbezirk, der bis 1945 bestand und zum Kreis Johannisburg im Regierungsbezirk Gumbinnen (ab 1905: Regierungsbezirk Allenstein) der preußischen Provinz Ostpreußen gehörte.
In Eckersberg gab es im 19. Jahrhundert eine evangelische Schule. 1805 wird das Burggelände einigen Landwirten in Erbpacht überlassen.
Aufgrund der Bestimmungen des Versailler Vertrags stimmte die Bevölkerung im Abstimmungsgebiet Allenstein, zu dem Eckersberg gehörte, am 11. Juli 1920 über die weitere staatliche Zugehörigkeit zu Ostpreußen (und damit zu Deutschland) oder den Anschluss an Polen ab. In Eckersberg stimmten 40 Einwohner für den Verbleib bei Ostpreußen, auf Polen entfielen keine Stimmen.
Gegen Ende des Zweiten Weltkriegs besetzte am 23. Januar 1945 die Rote Armee die Region. Im August 1945 wurde Eckersberg zusammen mit der südlichen Hälfte Ostpreußens unter polnische Verwaltung gestellt. Danach kamen polnische Zivilisten in das Dorf. Soweit die Einwohner nicht geflohen waren, wurden sie in der darauf folgenden Zeit größtenteils vertrieben. Eckersberg erhielt die polnische Namensform „Okartowo“ und ist heute Sitz eines Schulzenamtes (polnisch Sołectwo) und als solches eine Ortschaft im Verbund der Stadt- und Landgemeinde Orzysz (Arys) im Powiat Piski (Kreis Johannisburg), bis 1998 der Woiwodschaft Suwałki, seither der Woiwodschaft Ermland-Masuren zugehörig.

### Einwohnerzahlen
| Jahr | Einwohner | Anmerkungen |
| ---- | --------- | ----------- |
| 1782 | 121       | [ 4 ]       |
| 1910 | 118       | [ 12 ]      |
| 1933 | 210       | [ 13 ]      |
| 1939 | 234       | [ 13 ]      |

## Religionen

### Kirchengebäude

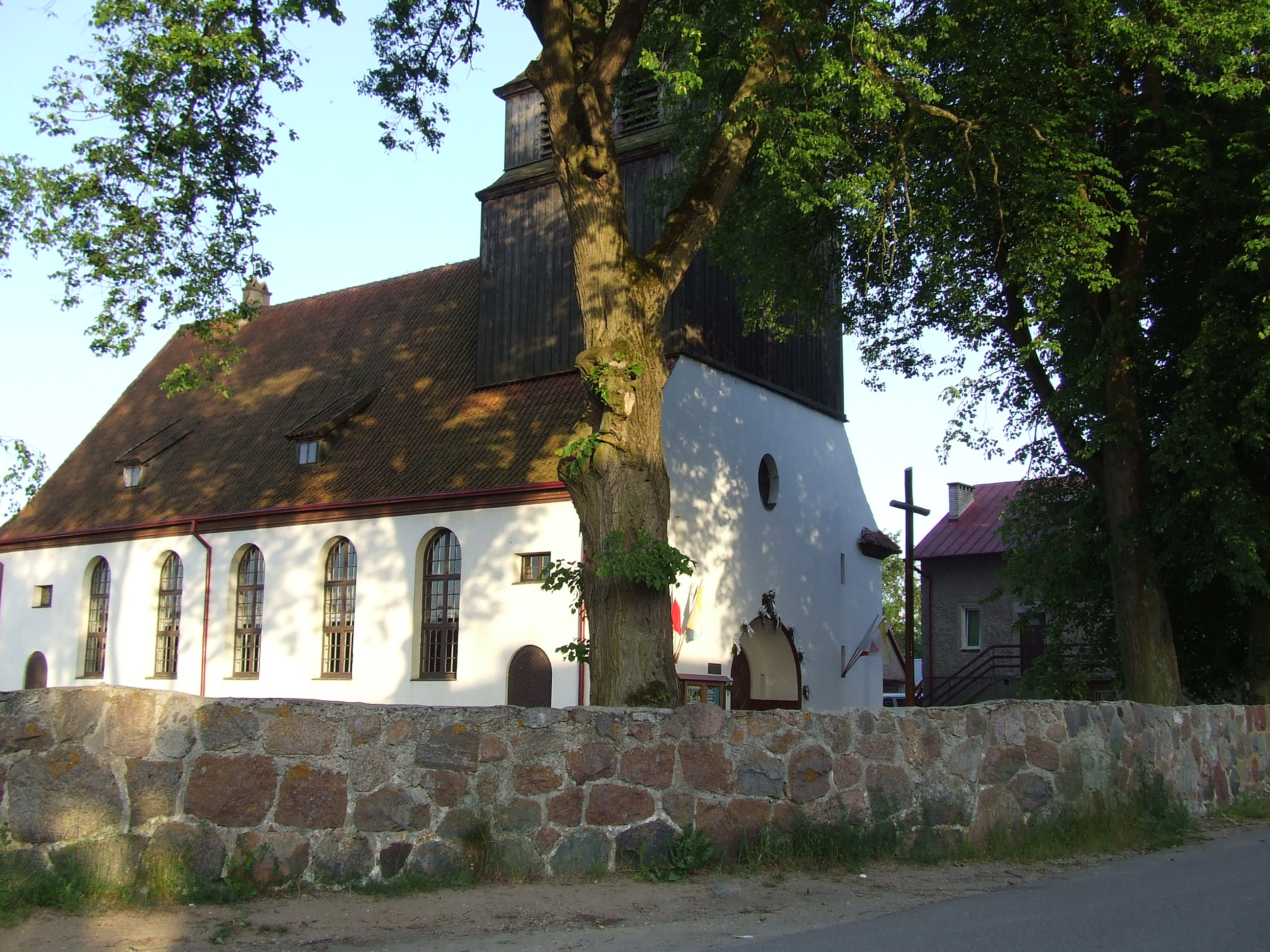
Die einst evangelische, heute katholische Kirche in Okartowo

Bei der Kirche in Okartowo handelt es sich um einen Nachfolgebau eines 1914 zerstörten Bauwerks des Jahres 1799. Er wurde in den Jahren 1922 bis 1924 als massiver verputzter Ziegelbau nach den Plänen des Johannisburger Regierungsbaumeisters Henry errichtet. Bis 1945 war die Kirche evangelische Gottesdienststätte. Seither ist sie römisch-katholisches Gotteshaus und seit 1984 Pfarrkirche „Unbefleckte Empfängnis der heiligsten Jungfrau Maria“ (polnisch Kościół Niepokalanego Poczęcia Najświętszej Marii Panny, kurz: Mariä-Empfängnis-Kirche).

### Kirchengemeinde
Bereits zwischen 1340 und 1345 wurde Eckersberg in vorreformatorischer Zeit ein Kirchdorf. Schon in der Ordenszeit war hier eine Kirche errichtet worden.

#### Evangelisch
Zu Beginn des 16. Jahrhunderts hielt hier die lutherische Reformation Einzug. Es  nahmen zwei evangelische Geistliche gleichzeitig ihren Dienst auf. Vor 1715 war das Kirchspiel Eckersberg in die Inspektion Lyck (polnisch Ełk) eingegliedert, kam dann bis 1945 zum Kirchenkreis Johannisburg (Pisz) in der Kirchenprovinz Ostpreußen der Kirche der Altpreußischen Union.
Im Jahre 1925 zählte die Pfarrei 3.815 Gemeindeglieder, die in einem weiträumigen Kirchspiel wohnten. Flucht und Vertreibung der einheimischen Bevölkerung setzten dem Leben der evangelischen Kirchengemeinde in dem nun Okartowo genannten Dorf ein Ende. Heute leben hier nur sehr wenige evangelische Kirchenglieder. Sie orientieren sich zur Pfarrei in Pisz, die der Diözese Masuren der Evangelisch-Augsburgischen Kirche in Polen angehört.

#### Römisch-katholisch
Vor 1945 lebten im Raum Eckersberg nur sehr wenige katholische Kirchenglieder. Sie waren der Pfarrei in Johannisburg im Dekanat Masuren II (Amtssitz: Johannisburg) im Bistum Ermland zugeordnet. Durch die Neuansiedlung polnischer Bürger meist katholischer Konfession stieg die Zahl der Katholiken nach 1945 stark an. Sie übernahmen das bisher evangelische Gotteshaus als ihre Kirche und errichteten am 5. November 1984 hier eine römisch-katholische Pfarrei. Mit einer Filialkirche in Cierzpięty (Czierspienten, 1905 bis 1945 Seehöhe) ist sie dem Dekanat Biała Piska (Bialla, 1938 bis 1945 Gehlenburg) im Bistum Ełk der Römisch-katholischen Kirche in Polen zugehörig.

## Söhne und Töchter des Ortes
- Paul Plinzner (1852–1920), Leibstallmeister von Kaiser Wilhelm II. und Major der der Landwehr-Kavallerie
- Georg Teschner (1888–1978), deutscher Offizier, Generalmajor der Luftwaffe

## Verkehr
Okartowo liegt an der polnischen Landesstraße 16 (einstige deutsche Reichsstraße 127), die als Ost-West-Achse die drei Woiwodschaften Kujawien-Pommern, Ermland-Masuren und Podlachien miteinander verbindet. Seit 1911 ist das Dorf Bahnstation (der Bahnhof liegt im Ortsteil Okartowo-Przystanek) an der Bahnstrecke Czerwonka–Ełk (deutsch Rothfließ–Lyck), die jedoch nicht mehr regulär befahren wird.